# ملک‌آباد (اسلام‌شهر)
ملک‌آباد، روستایی از توابع بخش مرکزی شهرستان اسلامشهر در استان تهران ایران است.

## جمعیت
این روستا در دهستان ده عباس قرار دارد و براساس سرشماری مرکز آمار ایران در سال ۱۳۸۵، جمعیت آن ۳۱۹ نفر (۱۰۶خانوار) بوده‌است.